# Double, Double, Toil and Trouble
Double, Double, Toil and Trouble är en film från 1993 med Ashley Olsen och Mary-Kate Olsen.

## Handling
Familjen Farmer har stora skulder och riskerar att förlora sitt hus. Tvillingdöttrarna bestämmer sig för att det inte får hända.

## Om filmen
Filmen är inspelad i Vancouver, Kanada. Den hade världspremiär i USA den 30 oktober 1993.

## Rollista (urval)
- Mary-Kate Olsen - Kelly Farmer/Tant Sofia som ung
- Ashley Olsen - Lynn Farmer/Tant Agatha som ung
- Cloris Leachman - tant Agatha/tant Sofia